# Bloc de la libération et du développement
Le bloc de la Libération et du Développement est l'un des cinq principaux blocs parlementaires au sein de l'assemblée nationale libanaise. Il comprend 15 députés membres ou proches du mouvement Amal. Ce bloc fait partie de l'opposition prosyrienne, allié du Hezbollah et de son bloc de la fidélité à la Résistance.
Il est présidé par le président du Parlement, Nabih Berri.

## Membres du Bloc
- Nabih Berri (président - député chiite de Zahrany - ancien ministre)
- Samir Azar (vice-président - député maronite de Jezzine)
- Anouar el-Khalil (secrétaire général - député druze de Marjeyoun-Hasbaya - ancien ministre)
- Ali Osseiran (député chiite de Zahrany - ancien ministre)
- Michel Moussa (député grec-catholique de Zahrany - ancien ministre)
- Ali Khreiss (député chiite de Tyr)
- Abdel-Majid Saleh (député chiite de Tyr)
- Ayoub Hmayed (député chiite de Bent-Jbeil - ancien ministre)
- Ali Bazzi (député chiite de Bent-Jbeil)
- Yassine Jaber (député chiite de Nabatiyé - ancien ministre)
- Abdellatif Zein (député chiite de Nabatiyé - ancien ministre)
- Antoine Khoury (député grec-catholique de Jezzine)
- Ali Hassan Khalil (député chiite de Marjeyoun-Hasbaya - ancien ministre)
- Ghazi Zeaiter (député chiite de Baalbeck-Hermel - ancien ministre)
- Nasser Nasrallah (député chiite de Rachaya-Békaa Ouest)